# Taça de Portugal de Futebol Feminino 2015–16
A Taça de Portugal de Futebol Feminino (Taça de Portugal Feminina Allianz por motivos de patrocínio) de 2015/2016 foi a 13ª edição da Taça de Portugal, ganha pelo Clube Futebol Benfica (2º título).

## Final
A partida foi disputada a 28 de Maio de 2016.
|                       | Resultado |                |
| --------------------- | --------- | -------------- |
| Clube Futebol Benfica | 2 – 1     | Valadares Gaia |

## Meias-finais
Em ambos os jogos a primeira mão foi disputada a 24 de Abril de 2016 é a segunda mão a 1 de Maio de 2016. 
|                       | Resultado                                 |                        |
| --------------------- | ----------------------------------------- | ---------------------- |
| Clube Futebol Benfica | 3 – 0 (1ª mão) 0 – 4 (2ª mão) 7 – 0 Agg.  | Boavista Futebol Clube |
| Valadares Gaia        | 7 – 0 (1ª mão) 3 – 3 (2ª mão) 10 – 3 Agg. | Estoril Praia          |

## Quartos de final
As partidas foram disputadas a 27 de Fevereiro de 2016.
|                        | Resultado       |                         |
| ---------------------- | --------------- | ----------------------- |
| Clube Futebol Benfica  | 4 – 1           | CAC                     |
| Clube Albergaria Mazel | 0 – 0 (4–5)g.p. | Estoril Praia           |
| Valadares Gaia         | 2 – 0           | Clube Atlético Ouriense |
| Viseu 2001             | 0 – 1 (a.p.)    | Boavista Futebol Clube  |

## Oitavos de final
As primeiras partidas foram disputadas a 3 de Janeiro de 2016 é a última a 17 de Janeiro de 2016.
|                         | Resultado |                       |
| ----------------------- | --------- | --------------------- |
| CAC                     | 5 – 4     | Cadima                |
| Clube Futebol Benfica   | 5 – 1     | Casa Povo Martim      |
| Estoril Praia           | 4 – 0     | D. Sandinenses        |
| Clube Atlético Ouriense | 2 – 1     | A-dos-Francos         |
| Viseu 2001              | 3 – 2     | Paio Pires FC         |
| Clube Albergaria Mazel  | 2 – 0     | Guia                  |
| Vilaverdense FC         | 1 – 4     | Valadares Gaia        |
| Boavista Futebol Clube  | 6 – 1     | Fundação Laura Santos |

## 3ª Eliminatória
As partidas foram disputadas a 5 de Dezembro de 2015 é a última a 6 de Dezembro de 2015.
|               | Resultado       |                   |
| ------------- | --------------- | ----------------- |
| AD Poiares    | 1 – 3           | D. Sandinenses    |
| Paio Pires FC | 6 – 2           | Custóias FC       |
| CAC           | 6 – 2           | Ovarense          |
| Vila FC       | 0 – 5           | Casa Povo Martim  |
| Estoril Praia | 7 – 2           | Sousense          |
| Guia          | 1 – 1 (5–4)g.p. | União Ferreirense |

## 2ª Eliminatória
As partidas foram disputadas a 8 de Novembro de 2015.
|                   | Resultado       |                   |
| ----------------- | --------------- | ----------------- |
| Paio Pires FC     | 8 – 0           | MD Eirolense      |
| União Ferreirense | 5 – 0           | Sintrense         |
| Lordemão FC       | 2 – 4           | AD Poiares        |
| Ovarense          | 3 – 0           | Castrense         |
| Estoril Praia     | 5 – 0           | Belenenses        |
| Freamunde         | 3 – 6           | Casa Povo Martim  |
| Sousense          | 5 – 0           | Seia FC           |
| Leixões           | 0 – 0 (0–3)g.p. | Vila FC           |
| Guia              | 4 – 0           | Pico de Regalados |
| Paredes           | 1 – 2           | D. Sandinenses    |
| CAC               | 2 – 0           | Quintajense       |
| Custóias FC       | 5 – 2           | Fiães SC          |

## 1ª Eliminatória
A primeira partida foi disputa a 10 de Outubro de 2015 da segunda a décima sexta a 11 de Outubro de 2015 é a última a 18 de Outubro de 2015.
|                   | Resultado |                        |
| ----------------- | --------- | ---------------------- |
| D. Sandinenses    | 5 – 1     | Malveira da Serra      |
| S. Félix Marinha  | 2 – 3     | Fiães SC               |
| Murtoense         | 0 – 8     | Ovarense               |
| AD Poiares        | 4 – 3     | Esc. Fut. Fem. Setúbal |
| Condeixa          | 0 – 2     | Freamunde              |
| Paio Pires FC     | 3 – 1     | Os Vidreiros           |
| Olímpico Montijo  | 1 – 6     | Sousense               |
| ADJ Mouquim       | 1 – 3     | Guia                   |
| Belenenses        | 2 – 1     | Senhora da Hora        |
| Lordemão FC       | 4 – 1     | Beira Baixa UC         |
| Ponte Frielas     | 2 – 4     | Sintrense              |
| Amorim            | 1 – 9     | Casa Povo Martim       |
| Pico de Regalados | 4 – 0     | FC Pedroso             |
| Estoril Praia     | 5 – 0     | Bairro Santo António   |
| Paredes           | 2 – 1     | Os Sandinenses         |
| Bobadelense       | 0 – 8     | CAC                    |
| Argoncilhe        | 1 – 9     | União Ferreirense      |